# 伊橋勲
伊橋 勲（いはし いさお、1967年2月16日 - ）は、日本のレーシングドライバー。

## 概歴
2003年、PCJカップやアイドラーズなどのクラブマンレースを経て、ツインリンクもてぎで開催された全日本GT選手権GT300クラスに『外車の外国屋ダンロップポルシェ』でデビュー。（クラス17位）。
2005年に主な活動の場をポルシェ・カレラカップジャパンに移し、参戦初年度にしてシリーズチャンピオンを獲得。
その年のスーパー耐久シリーズST3クラスに東名スポーツから『トータルスポーツingsZ』(日産・フェアレディZ)で参戦を開始。最終戦のツインリンクもてぎで大井貴之と組み、参戦2戦目にしてクラス優勝を果たす。
またスーパーGTやインターナショナルポッカ1000kmにも参戦。
2006年は引き続きポルシェ・カレラカップジャパンに参戦。6戦全勝（うちポールトゥウイン5回）という圧倒的な成績で2年連続のシリーズチャンピオンを獲得する。
なお、このタイトル獲得によりポルシェ・カレラカップジャパンにおいて996、997と2つのモデルにおいてタイトルを獲得したことになる。2011年11月現在、異なるモデルでのタイトル獲得はポルシェ・カレラカップジャパン史上唯一伊橋のみである。
スーパー耐久は『トータルスポーツingsZ』(日産フェアレディZ)で開幕戦のみスポット参戦。大井貴之とのコンビでST3クラス優勝を果たす。
スーパーGTには鈴鹿1000kmに『外車の外国屋アドバンポルシェ』でスポット参戦、初ポイントを獲得する。
2007年にはカルラレーシングより『カルラレーシング☆ings北海Z』(日産フェアレディZ)でスーパー耐久ST3クラスに初のフル参戦。2005年もてぎ、2006年仙台に続き大井貴之とコンビを組む。
また十勝24時間では松田次生をCドライバーに加え、盤石のチーム体制を整えた甲斐あって自身初となるST3クラスチャンピオンを獲得する。
ポルシェ・カレラカップジャパンにもスーパー耐久同様カルラレーシングよりスポット参戦を行う。
2008年は東名スポーツから『UNT Racing☆ings Z』(日産フェアレディZ)で参戦。パートナーは堤明彦。
この年の伊橋は速さを見せる事もしばしばあったが、シーズンを通してトラブルに多く見舞われ、シリーズランキングは5位に留まる。
2009年は引き続きスーパー耐久ST3クラスに参戦。岡部自動車のフェアレディZ、牧口エンジニアリングのBMW M3と複数のチーム/マシンでの参戦となる。
牧口エンジニアリングで3勝、岡部自動車で1勝と合計で4勝をあげるもシリーズランキングはクラス4位に留まる。
2010年には引き続き牧口エンジニアリングのBMW M3でスーパー耐久ST3クラスに参戦。
廣田秀機、三澤伸輔と組み、年間3勝をあげ自身2度目のST3クラスチャンピオンを獲得した。
2011年はBENDから『DIAMANGO-Z』(日産フェアレディZ)で影山正彦、石原将光と組んで富士、岡山、鈴鹿にスポット参戦。
富士では怒濤の追い上げを見せ3位を獲得するなど、随所で速く安定感のある走りを見せている。
2012年は『DIAMANGO BMW M3』で第3戦SUGOにスポット参戦。
2013年は第4戦富士にSKR ENGINEERINGより『SKR ENGINEERING S2000』(ホンダS2000)でST4クラスにスポット参戦。
自身が担当したDドライバー予選でST4クラスのトップタイムをマークする。
そして第6戦鈴鹿では岡部自動車より『岡部自動車KYOSHIN計測Z34』(日産フェアレディZ)でST3クラスにスポット参戦。
Bドライバー予選でトップタイムをマークする。
2014年は岡部自動車より『岡部自動車サントラント195マイカーズZ』(日産フェアレディZ)でフル参戦。
第5戦鈴鹿で優勝を果たし、ST3クラスのシリーズランキング3位を獲得した。
2015年より牧口エンジニアリングに復帰。『FINA ADVAN サントラント BRZ』（スバルBRZ）で参戦するも、最上位は第2戦SUGOのST4クラス9位に留まりシリーズ16位。
2016年から2017年は『D'station FINA BRZ』（スバルBRZ）で参戦。
2016年第5戦岡山でST4クラス4位が最上位となりシリーズ9位。
2017年開幕戦ツインリンクもてぎでのST4クラス4位入賞、第2戦スポーツランドSUGOでのグループ２予選2位獲得など、随所で活躍を見せる。
2018年も牧口エンジニアリングで4年目のシーズンを迎える。第4戦のオートポリスでST4クラス4位という結果を残すも、トラブルにより完走出来ないレースも多く、ランキングはST4クラス10位に終わる。
2019年は岡部自動車に復帰。『HIRIX☆YAIMA☆Z34』(日産フェアレディZ)を駆り、第2戦スポーツランドSUGOでST3クラス3位表彰台獲得をはじめとしてコンスタントに入賞。ST3クラスのシリーズランキング6位となる。
モータースポーツ以外の活動としては、走行会やイベントの開催、ドライビングレッスン等に携わる。

## レース戦績
- 2003年 - 全日本GT選手権 GT300クラス参戦（ポルシェ911GT3/996GT3R）
- 2004年 - 全日本GT選手権 GT300クラス参戦（ポルシェ911GT3/996GT3R）
- 2005年
  - スーパーGT GT300クラス参戦（ポルシェ911GT3/996GT3RS）
  - スーパー耐久シリーズ ST3クラス参戦（日産フェアレディZ）（1勝）
  - 第34回インターナショナルポッカ1000km POKKAクラス参戦（ポルシェ911GT3/996GT3）
  - ポルシェ・カレラカップジャパン参戦（シリーズチャンピオン）
- 2006年
  - スーパーGT GT300クラス参戦（ポルシェ911GT3/996GT3RS）（5pt/シリーズ31位）
  - スーパー耐久シリーズ ST3クラス参戦（日産フェアレディZ）（1勝）
  - ポルシェ・カレラカップジャパン参戦（6勝/シリーズチャンピオン）
- 2007年
  - スーパー耐久シリーズ ST3クラス参戦（日産フェアレディZ）（1勝/シリーズチャンピオン）
  - ポルシェ・カレラカップジャパン参戦
- 2008年 - スーパー耐久シリーズ ST3クラス参戦（日産フェアレディZ）（シリーズ5位）
- 2009年 - スーパー耐久シリーズ ST3クラス参戦（BMW M3、日産フェアレディZ）（4勝/シリーズ2位）
- 2010年 - スーパー耐久シリーズ ST3クラス参戦（BMW M3）（3勝/シリーズチャンピオン）
- 2011年 - スーパー耐久シリーズ ST3クラス参戦（日産フェアレディZ）
- 2012年-  スーパー耐久シリーズ ST3クラス参戦（BMW M3）
- 2013年
  - スーパー耐久シリーズ ST4クラス参戦（ホンダS2000）
  - スーパー耐久シリーズ ST3クラス参戦（日産フェアレディZ）
- 2014年 - スーパー耐久シリーズ ST3クラス参戦（日産フェアレディZ）（1勝/シリーズ3位）
- 2015年 - スーパー耐久シリーズ ST4クラス参戦（スバルBRZ）（シリーズ16位）
- 2016年 - スーパー耐久シリーズ ST4クラス参戦（スバルBRZ）（シリーズ9位）
- 2017年 - スーパー耐久シリーズ ST4クラス参戦（スバルBRZ）（シリーズ8位）
- 2018年 - スーパー耐久シリーズ ST4クラス参戦（スバルBRZ）（シリーズ10位）
- 2019年 - スーパー耐久シリーズ ST3クラス参戦（日産フェアレディZ）（シリーズ6位）

### 全日本GT選手権/SUPER GT
| 年     | チーム         | 使用車両          | クラス | 1   | 2   | 3   | 4       | 5   | 6      | 7      | 8      | 9   | 順位 | ポイント |
| ------ | -------------- | ----------------- | ------ | --- | --- | --- | ------- | --- | ------ | ------ | ------ | --- | ---- | -------- |
| 2003年 | TEAM GAIKOKUYA | ポルシェ・911 GT3 | GT300  | TAI | FSW | SUG | FSW     | FSW | TRM 17 | AUT 18 | SUZ 15 |     | NC   | 0        |
| 2004年 | TEAM GAIKOKUYA | ポルシェ・911 GT3 | GT300  | TAI | SUG | SEP | TOK Ret | TRM | AUT    | SUZ    |        |     | NC   | 0        |
| 2005年 | Team TAISAN    | ポルシェ・911 GT3 | GT300  | OKA | FSW | SEP | SUG     | TRM | FSW    | AUT    | SUZ 19 |     | NC   | 0        |
| 2006年 | TEAM GAIKOKUYA | ポルシェ・911 GT3 | GT300  | SUZ | OKA | FSW | SEP     | SUG | SUZ 11 | TRM    | AUT    | FSW | 31位 | 5        |